# Snap Inc.
Snap Inc. (NYSE: SNAP) er en amerikansk it-virksomhed, der blev etableret i 16. september 2011 af Evan Spiegel, Bobby Murphy og Reggie Brown. Virksomheden er baseret i Santa Monica, Californien. De udvikler og driver produkter og services som Snapchat, Spectacles og Bitmoji.